# Bahnstrecke Leeuwarden–Stavoren
| Streckenkarte |                                                         |                        |                        |
| Streckenlänge: | 50,2 km                                                 |                        |                        |
| Spurweite: | 1435 mm (Normalspur)                                    |                        |                        |
| Streckengeschwindigkeit: | Leeuwarden–Mantgum: 130 km/h Mantgum–Stavoren: 100 km/h |                        |                        |
| Zugbeeinflussung: | ATB-NG                                                  |                        |                        |
| Zweigleisigkeit: | –                                                       |                        |                        |
| |                                                         |                        |                        |
| Streckenverlauf |                                                         |                        |                        |
| \| \| \| von Nieuweschans \| \| \| \| 0,000 \| Leeuwarden \| Leeuwarden \| \| \| \| nach Anjum \| \| \| \| \| nach Arnhem \| \| \| \| \| \| \| \| \| \| Zwette \| \| \| \| \| Van-Harinxma-Kanal \| \| \| \| 0,892 \| nach Harlingen \| nach Harlingen \| \| \| \| \| \| \| \| 5,000 \| Jellum-Boxum \| Jellum-Boxum \| \| \| 7,000 \| Beers \| Beers \| \| \| 8,700 \| Jorwerd \| Jorwerd \| \| \| 9,896 \| Mantgum \| Mantgum \| \| \| 13,200 \| Wieuwerd \| Wieuwerd \| \| \| 15,800 \| Bozum \| Bozum \| \| \| 18,000 \| Scharnegoutum \| Scharnegoutum \| \| \| 20,400 \| Sneek Noord \| Sneek Noord \| \| \| \| Franekervaart \| \| \| \| 21,709 \| Sneek \| Sneek \| \| \| 24,810 \| IJlst \| IJlst \| \| \| 25,642 \| Wijmerts \| Wijmerts \| \| \| 30,000 \| Oudega \| Oudega \| \| \| 35,800 \| Nijhuizum \| Nijhuizum \| \| \| 36,420 \| Klifrak \| Klifrak \| \| \| 37,368 \| Workum \| Workum \| \| \| 40,994 \| Hindeloopen \| Hindeloopen \| \| \| 46,015 \| Koudum-Molkwerum \| Koudum-Molkwerum \| \| \| 47,600 \| Warns \| Warns \| \| \| \| \| \| \| \| 50,224 \| Stavoren \| Stavoren \| \| \| \| Trajekt nach Enkhuizen \| \| |                                                         |                        |                        |
| Strecke |                                                         | von Nieuweschans       | von Nieuweschans       |
| Bahnhof | 0,000                                                   | Leeuwarden             | Leeuwarden             |
| Abzweig geradeaus und nach rechts |                                                         | nach Anjum             | nach Anjum             |
| Abzweig geradeaus und nach links |                                                         | nach Arnhem            | nach Arnhem            |
| Verschwenkung von links (Strecke außer Betrieb) · Verschwenkung von rechts |                                                         |                        |                        |
| Brücke über Wasserlauf (Strecke außer Betrieb) · Strecke |                                                         | Zwette                 | Zwette                 |
| Strecke (außer Betrieb) · Brücke über Wasserlauf |                                                         | Van-Harinxma-Kanal     | Van-Harinxma-Kanal     |
| Kreuzung (Strecke geradeaus außer Betrieb) · Abzweig geradeaus und nach rechts | 0,892                                                   | nach Harlingen         | nach Harlingen         |
| Verschwenkung nach links (Strecke außer Betrieb) · Verschwenkung nach rechts |                                                         |                        |                        |
| ehemaliger Bahnhof | 5,000                                                   | Jellum-Boxum           | Jellum-Boxum           |
| ehemaliger Bahnhof | 7,000                                                   | Beers                  | Beers                  |
| ehemaliger Haltepunkt / Haltestelle | 8,700                                                   | Jorwerd                | Jorwerd                |
| Bahnhof | 9,896                                                   | Mantgum                | Mantgum                |
| ehemaliger Haltepunkt / Haltestelle | 13,200                                                  | Wieuwerd               | Wieuwerd               |
| ehemaliger Bahnhof | 15,800                                                  | Bozum                  | Bozum                  |
| ehemaliger Haltepunkt / Haltestelle | 18,000                                                  | Scharnegoutum          | Scharnegoutum          |
| Bahnhof | 20,400                                                  | Sneek Noord            | Sneek Noord            |
| Brücke über Wasserlauf |                                                         | Franekervaart          | Franekervaart          |
| Bahnhof | 21,709                                                  | Sneek                  | Sneek                  |
| Bahnhof | 24,810                                                  | IJlst                  | IJlst                  |
| Brücke über Wasserlauf | 25,642                                                  | Wijmerts               | Wijmerts               |
| ehemaliger Bahnhof | 30,000                                                  | Oudega                 | Oudega                 |
| ehemaliger Haltepunkt / Haltestelle | 35,800                                                  | Nijhuizum              | Nijhuizum              |
| Brücke über Wasserlauf | 36,420                                                  | Klifrak                | Klifrak                |
| Bahnhof | 37,368                                                  | Workum                 | Workum                 |
| Bahnhof | 40,994                                                  | Hindeloopen            | Hindeloopen            |
| Bahnhof | 46,015                                                  | Koudum-Molkwerum       | Koudum-Molkwerum       |
| ehemaliger Haltepunkt / Haltestelle | 47,600                                                  | Warns                  | Warns                  |
| Verschwenkung von links (Strecke außer Betrieb) · Verschwenkung von rechts |                                                         |                        |                        |
| Strecke (außer Betrieb) · Kopfbahnhof Streckenende | 50,224                                                  | Stavoren               | Stavoren               |
| Eisenbahnfähre (Strecke außer Betrieb) |                                                         | Trajekt nach Enkhuizen | Trajekt nach Enkhuizen |

Die Bahnstrecke Leeuwarden – Stavoren, auch bekannt als Zuidwesthoek-lijn, ist eine Bahnverbindung zwischen Leeuwarden und Stavoren. Die Strecke wurde von 1883 bis 1885 erbaut und sollte zusammen mit der Strecke Zaandam – Enkhuizen und der Eisenbahnfähre Enkhuizen – Stavoren eine Direktverbindung zwischen Amsterdam und Friesland herstellen. Die Strecke ist eingleisig und nicht elektrifiziert.

## Geschichte

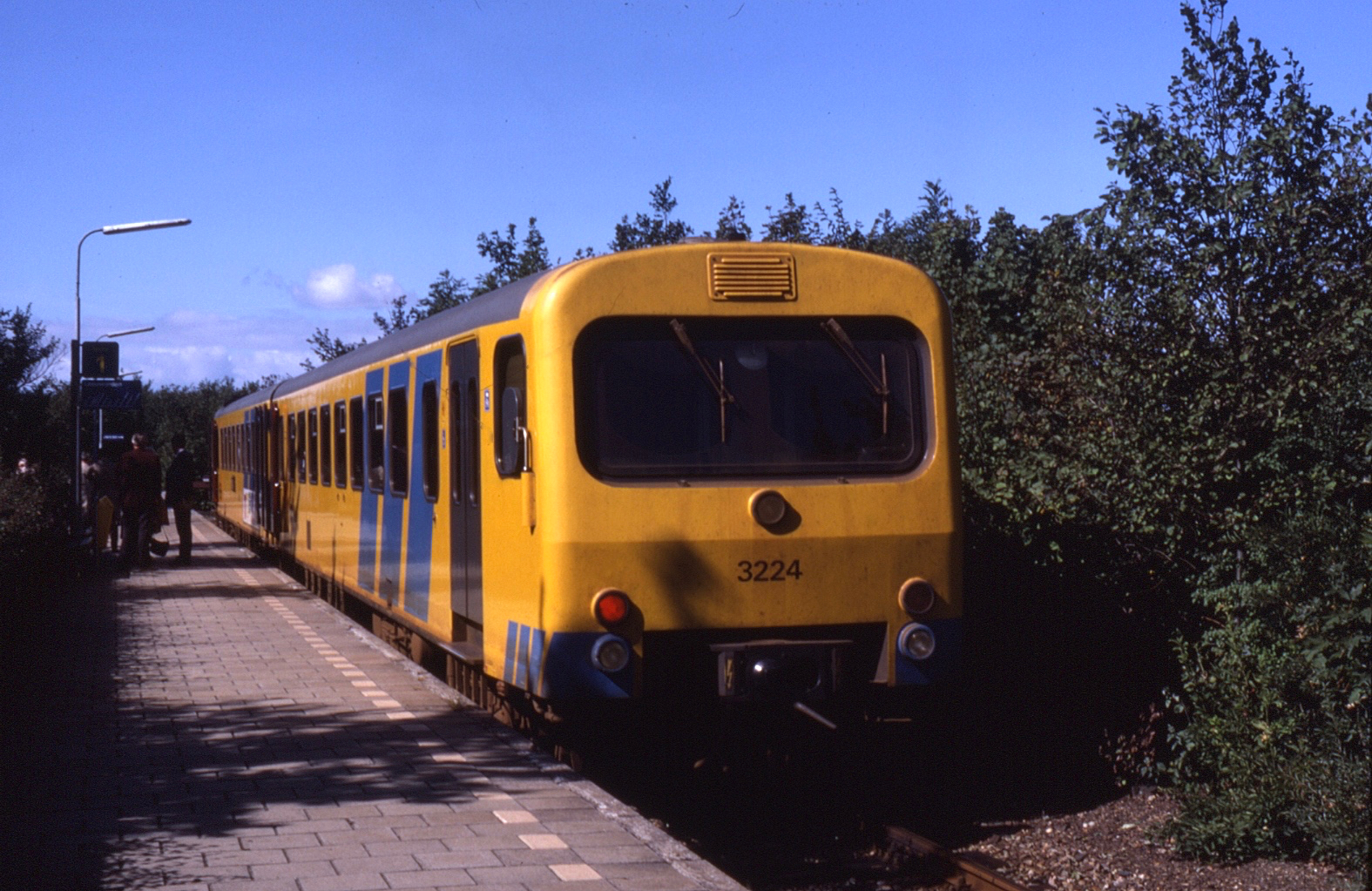
Stoptrein in Stavoren, 1986

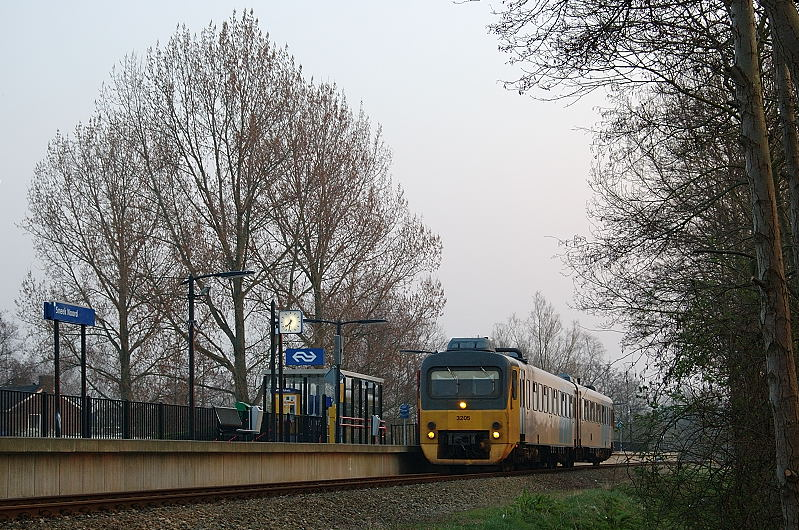
Bahnhof Sneek Noord mit Zug nach Stavoren, 2007

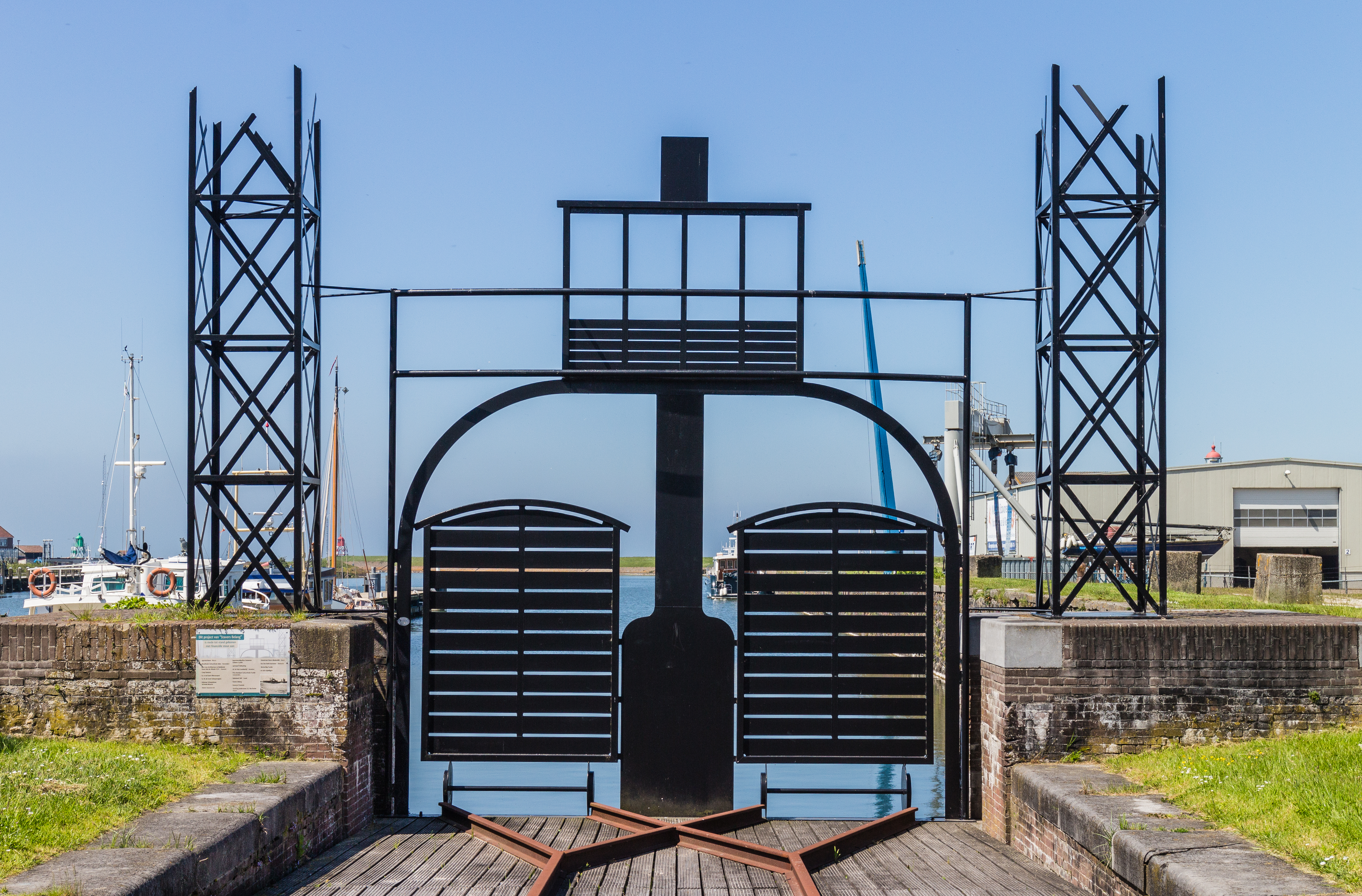
Denkmal für die Eisenbahnfähre

Die Strecke ging am 16. Juli 1883 zwischen Leeuwarden und Sneek in Betrieb, der Abschnitt Sneek – Stavoren folgte am 28. November 1885. Erbauer und Betreiber der rund 50 Kilometer langen Strecke war die Maatschappij tot Exploitatie van Staatsspoorwegen (SS). Die anschließende Strecke von Enkhuizen nach Zaandam gehörte der Hollandsche IJzeren Spoorweg-Maatschappij (HIJSM), die ab 1886 betriebene Eisenbahnfährverbindung wurde von dieser finanziert. 1890 übernahm die HIJSM die Betriebsführung auf der Strecke, 1896 zudem die der Fähre. Ab 1899 wurden zusätzlich Güterwagen trajektiert. Bis 1923 folgten zwei weitere Fährschiffe. Nach dem Zusammenschluss von HIJSM und SS zu den späteren Nederlandse Spoorwegen (NS) ab 1917 und dem Bau des Abschlussdeichs in den 1930er Jahren hatte die Strecke nur noch regionale Bedeutung. 1936 stellten die späteren NS den Trajektverkehr über das IJsselmeer ein. Zur Beschleunigung der Strecke schloss sie bis 1938 zudem mit Ausnahme des Bahnhofs Sneek sämtliche Stationen zwischen Leeuwarden und Workum.
Nach dem Zweiten Weltkrieg gehörte der Abschnitt Sneek – Stavoren zu den unrentabelsten Verbindungen im Netz der NS. Um eine Stilllegung zu vermeiden, entschlossen sich die NS zur Senkung der Betriebskosten, indem sie die meisten nicht mehr benötigten Empfangsgebäude schloss und die Zugsicherung vereinfachte. Am 3. Juni 1973 gingen der Bahnhof Sneek Nord und der 1938 geschlossene Bahnhof Mantgum wieder in Betrieb. Drei Jahre später nahm die Projektgruppe Exploitatie Nevenlijnen auf, die die Nebenbahnen der nördlichen Provinzen auf ihre Wirtschaftlichkeit hin untersuchen sollte. Als Ergebnis zur Aufrechterhaltung des Bahnbetriebs wurde die Bestellung von Dieseltriebwagen der Baureihe DH (Wadloper) angeregt und umgesetzt. 1985 nahmen die NS den Bahnhof IJlst wieder in Betrieb, dieser befindet sich nur wenige Hundert Meter nördlich des 1941 aufgelassenen Bahnhofs, dessen Gebäude 1954 abgerissen wurde.
1999 übernahm NoordNed die Betriebsführung auf der Strecke, 2003 erwarb der Arriva-Konzern die Mehrheit an dem Unternehmen. 2005 verschwand die Marke NoordNed.
Am 13. März 2023 musste der Betrieb zwischen Workum und Stavoren für mehr als einen Monat eingestellt werden, weil Dachse Baue in den Bahndamm gegraben hatten und dieser instabil zu werden drohte. Da Dachse in den Niederlanden geschützt sind, war zunächst eine behördliche Genehmigung erforderlich, bevor eingeschritten werden konnte. Die Schäden waren so groß, dass der Oberbau auf einer Länge von 150 m abgetragen werden musste, bevor die Dachsbaue verfüllt werden konnten. Die Sperrung war bis zum 24. April 2023 angesetzt.

## Personenverkehr
Nach der Übernahme durch die HIJSM bestanden neben der Verbindung Leeuwarden – Stavoren auch durchgehende Züge über Enkhuizen nach Amsterdam. Verstärker fuhren zusätzlich zwischen Sneek und Leeuwarden. In den 1920er Jahren verkehrten vereinzelt auch Züge aus Deutschland über Groningen nach Stavoren mit Anschluss zur Fähre nach Enkhuizen. Nach dem Zweiten Weltkrieg bestand zwischen beiden Endpunkten annähernd ein Zweistundentakt. Zu den Hauptverkehrszeiten wurde dieser auf einen Stundentakt verdichtet. Der Stundentakt wurde später zwischen Leeuwarden und Sneek ganztags angeboten und das Angebot durch einzelne Verstärker ausgeweitet. Mit der Fahrplanumstellung von 1970 bestand seither ein durchgehender Stundentakt bis Stavoren und zusätzliche Fahrten zwischen Leeuwarden und Sneek. Nach der Inbetriebnahme der Halte Mantgum und Sneek Noord wurde zwischen Leeuwarden und Sneek der Halbstundentakt eingeführt. Ab Mai 1977 wurden die Verstärkerzüge an Sonntagen wieder eingestellt. Seit Dezember 2010 bietet Arriva zwischen Leeuwarden und Sneek stündlich drei Fahrten an, dafür erhielt der Halt in Sneek Noord ein zweites Bahnsteiggleis.

## Fahrzeugeinsatz
Bis in die 1950er Jahre kamen auf der Strecke Dampfzüge zum Einsatz, dann folgte die Bedienung mit Dieseltriebwagen der Baureihe DE1 (Blauwe Engel). Ab 1983 begann der Einsatz der Baureihe DH1 (Wadloper), die seit den 1990er Jahren durch die Baureihe DM 90 (Buffel) unterstützt wurde. Arriva setzt seit Dezember 2007 Dieseltriebwagen des Typs Stadler GTW und von den NS aufgekaufte Wadloper ein.